# Lou Donaldson
Lou Donaldson, „Sweet Poppa Lou” (Badin, Észak-Karolina, 1926. november 1. – 2024. november 9.) amerikai altszaxofonos.
Zenésztársai közül Charlie Parker volt rá a legnagyobb hatással.

## Pályakép
Donaldson az Egyesült Államok észak-karolinai Badin városában született. Az 1940-es évek elején az Észak-Karolinai Mezőgazdasági és Műszaki Állami Egyetemre járt Greensboróban. A második világháború alatt az Egyesült Államok haditengerészetéhez vonult be, és ahol a nyüzsgő klubéletben megismerkedett a bebop zenével.
Donaldson első felvételei 1950-ben a Charlie Singleton Orchestra-val készültek, majd 1952-ben Milt Jacksonnal, Thelonious Monkkal, több más együttessel vett részt a dzsesszvilág életében, például Blue Mitchell trombitással, Horace Silver zongoristával és Art Blakey dobossal.

## Lemezek

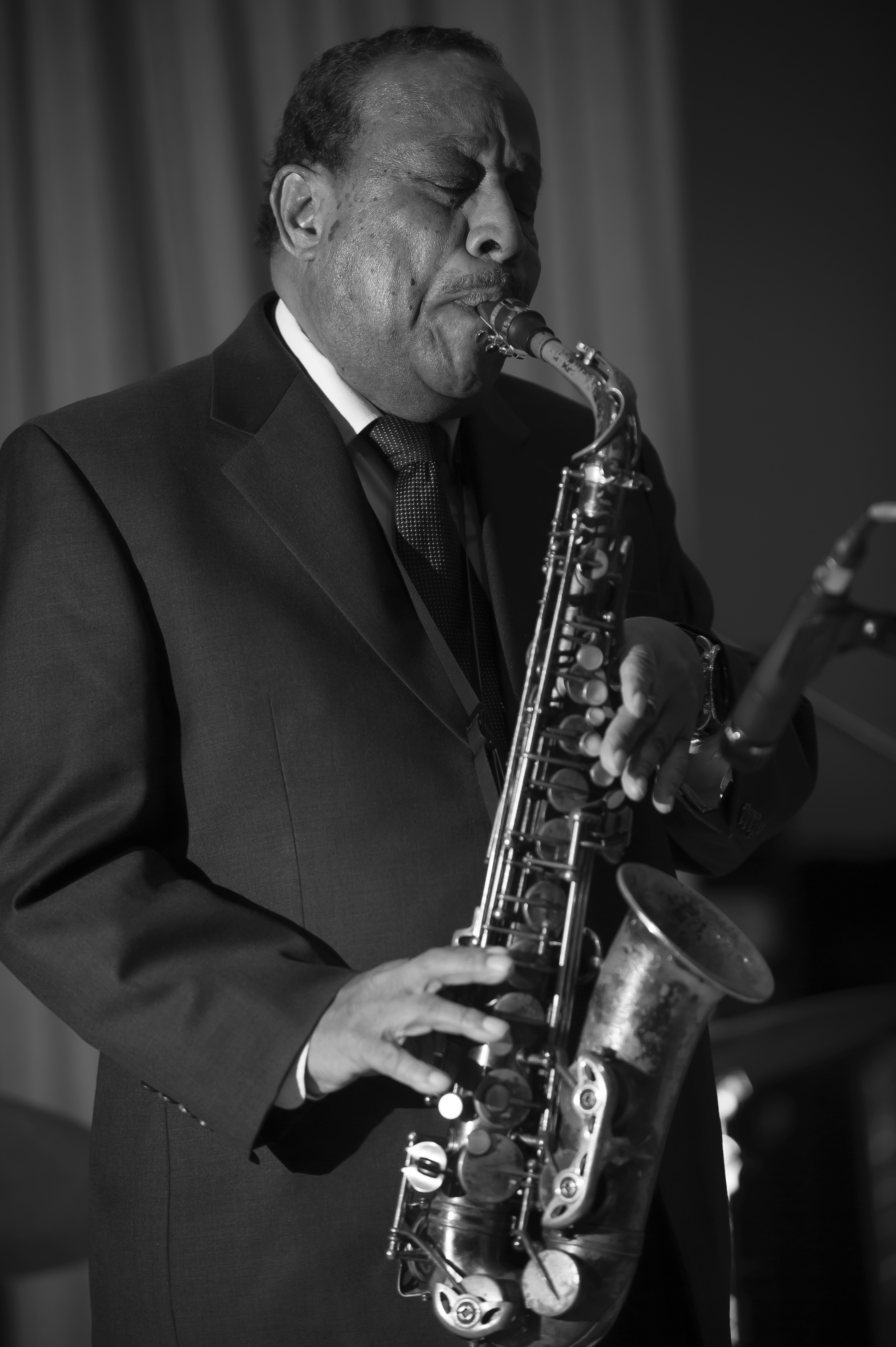

- 1952: Quartet/Quintet/Sextet (Blue Note BLP 1537)
- 1952: New Faces New Sounds (Blue Note BLP 5021)
- 1957: Wailing with Lou (Blue Note BLP 1545)
- 1957: Swing and Soul– Lou Donaldson, Vol. 3 (Blue Note BLP 1566)
- 1957: Lou Takes Off (Blue Note BLP 1591)
- 1958: Blues Walk (Blue Note BLP 1593)
- 1958: Light-Foot
- 1959: LD + 3 (Blue Note BLP 4012)
- 1959: The Time is Right (Blue Note BLP 4025)
- 1960: Sunny Side Up (Blue Note BLP 4036)
- 1960 (1980): Midnight Sun (Blue Note LT-1028)
- 1961: Here 'Tis (Blue Note BLP 4066)
- 1961: Gravy Train (Blue Note BLP 4079)
- 1961: A Man with a Horn (Blue Note CDP 7243 5 21436 2)
- 1962: The Natural Soul (Blue Note BLP 4108)
- 1963: Good Gracious! (Blue Note BLP 4125)
- 1963: Signifyin' (Argo LP 724)
- 1964: Possum Head
- 1964: Cole Slaw (Argo LP 747)
- 1964: Rough House Blues (Cadet LP 768)
- 1965: Musty Rusty
- 1965: Fried Buzzard
- 1966: Blowing in the Wind
- 1966: Lou Donaldson At His Best (LP 815)
- 1967: Lush Life (Blue Note [J] GXF 3068)
- 1967: Alligator Bogaloo (Blue Note BLP 4263)
- 1967: Mr. Shing-A-Ling (Blue Note BLP 4271)
- 1968: Midnight Creeper (Blue Note BST 84280)
- 1968: Say It Loud! (Blue Note BST 84299)
- 1969: Hot Dog (Blue Note BST 84318)
- 1970: Everything I Play is Funky (Blue Note BST 84337)
- 1970: Pretty Things (Blue Note BST 84359)
- 1970: The Scorpion
- 1971: Cosmos (Blue Note BST 84370)
- 1972: Sophisticated Lou (Blue Note BN-LA 024-G)
- 1973: Sassy Soul Strut (Blue Note BN-LA 109-F)
- 1974: Sweet Lou (Blue Note BN-LA 259-G)
- 1976: A Different Scene (Cotillion SD 9905)
- 1976: Color as a Way of Life
- 1981: Sweet Poppa Lou (Muse MR 5247)
- 1981: Forgotten Man
- 1982: Back Street
- 1984: Live in Bologna
- 1990: Play the Right Thing
- 1992: Birdseed
- 1993: Caracas
- 1995: Sentimental Journey
- 2000: Relaxing at Sea: Live on the QE2
- 2013: Eminems Bad Guy
- 2015: A$AP Rocky's Song

## Díjak
- 2012: North Carolina Music Hall of Fame
- 2012: National Endowment for the Arts (NEA) Jazz Master